# Valerija Demidova
Valerija Vladimirovna Demidova (in russo Валерия Владимировна Демидова?; Mosca, 3 marzo 2000) è un'ex sciatrice freestyle russa, specialista dell'halfpipe.

## Biografia
Demidova inizia a competere a livello internazionale nel marzo 2015 partecipando ai Mondiali juniores che si sono svolti a Chiesa in Valmalenco, vincendo la medaglia d'argento nell'halfpipe. Nel febbraio 2017 debutta in Coppa del Mondo a Mammoth Mountain, negli Stati Uniti d'America, e il mese successivo disputa i Mondiali di Sierra Nevada concludendo in dodicesima posizione, mentre sale nuovamente sul podio ai Mondiali juniores di Crans-Montana ottenendo il terzo posto sempre nell'halfpipe.
Nel dicembre 2017 ottiene il primo podio in Coppa del Mondo a Secret Garden. Prende parte alle Olimpiadi di Pyeongchang 2018 terminando al sesto posto nella finale dell'halfpipe. Lo stesso anno partecipa a Cardrona ai suoi terzi campionati mondiali juniores vincendo per la seconda volta la medaglia d'argento. Nel corso della stagione 2019/20 si aggiudica la Coppa del Mondo di halfpipe.

## Palmarès

### Mondiali juniores
- 3 medaglie:
  - 2 argenti (halfpipe a Chiesa in Valmalenco 2015; halfpipe a Cardrona 2018)
  - 1 bronzo (halfpipe a Crans-Montana 2017)

### Coppa del Mondo
- Miglior piazzamento in classifica generale: 4ª nel 2020
- Vincitrice della Coppa del Mondo di halfpipe nel 2020
- 5 podi:
  - 1 vittoria
  - 1 secondo posto
  - 3 terzi posti

#### Coppa del Mondo - vittorie
| Data             | Luogo         | Paese | Disciplina |
| ---------------- | ------------- | ----- | ---------- |
| 21 dicembre 2019 | Secret Garden | Cina  | HP         |

Legenda:

HP = Halfpipe